# Timescape UI
Sony Ericsson UI est une interface utilisateur développée par Sony Ericsson et reprise en 2012 par Sony pour les appareils mobiles de la gamme Xperia fonctionnant sous Android.

## Présentation
Cette interface possède les applications Timescape et Media Scape.
Cette interface a progressivement évolué avec les différents mobiles Android de la firme avec comme dernière version celle installée sur le Sony Xperia Z.